# Rothneyia
Rothneyia is een geslacht van insecten uit de orde vliesvleugeligen (Hymenoptera) en de familie Ichneumonidae.

## Soorten
- R. annulicornis Cameron, 1899
- R. fortispina Cameron, 1906
- R. glabripleuralis He, 1995
- R. insularis Cushman, 1922
- R. jiangxiensis Sun & Sheng, 2010
- R. sinica He, 1995
- R. tibetensis He, Chen & Ma, 2001
- R. wroughtoni Cameron, 1897